# (4163) Saaremaa
(4163) Saaremaa (1941 HC) – planetoida z pasa głównego asteroid okrążająca Słońce w ciągu 5,25 lat w średniej odległości 3,02 j.a. Odkryta 19 kwietnia 1941 roku.